# Третесский, Николай Иустинович
Николай Иустинович Третесский (встречается вариант Третеский) (15 июня 1872 — ?) — русский военный инженер, полковник. Участник Белого движения.

## Биография

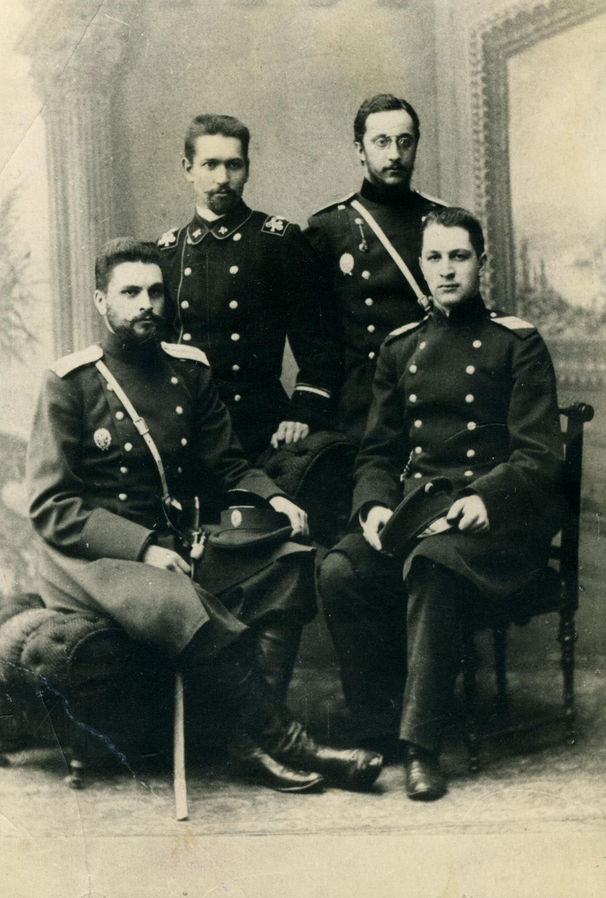
Слева направо В. К. Шенк, А. К. Шенк, Н. И. Третесский, Карпов А. Фото около 1898 года

Родился в семье Иустина (Юстина) Ивановича Третесского (30 мая 1821—1895) — выпускника Главного инженерного училища (1843), военного инженера, ученого, генерал-лейтенанта, начальника инженеров Киевского военного округа, пионера воздухоплавания. Православный.

### Военная карьера
В 1890 году Николай окончил Киевский Владимирский кадетский корпус. В 1893 году как и отец окончил Николаевское инженерное училище. Выпущен в 6-й саперный батальон. Подпоручик (старшинство 5 августа 1891). Поручик (старшинство 5 августа 1895). На 17 мая 1898 году в том же чине и батальоне. Позднее кончил Николаевскую инженерную академию (в 1898 году по 1-му разряду). Штабс-Капитан (произведён 17 мая 1898; старшинство 17 мая 1898; за отличные успехи в науках) с переводом в военные инженеры. Производитель работ крепостного инженерного управления в Севастопольской крепости. Капитан (старшинство от 9 апреля 1900). Исполняющий должность штаб-офицера положенного по штату в распоряжении Главного инженерного управления. Подполковник (произведен 25 марта 1912; старшинство 25 марта 1912) с утверждением в должности.

### Гражданская архитектурная деятельность

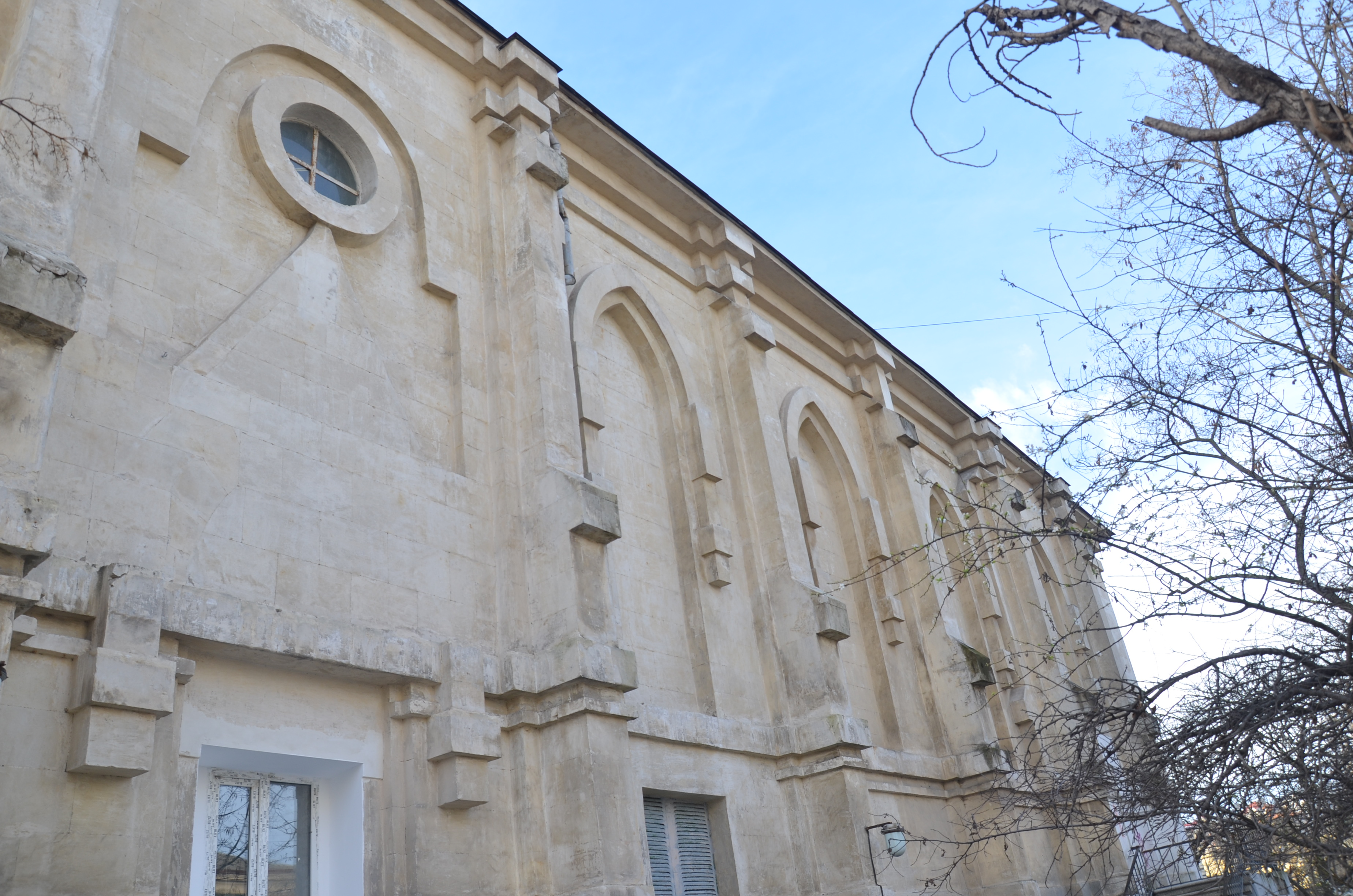
Современный вид здания костёла св. Климента

Принял участие в конкурсе проектов католического костела в Севастополе. В мае 1905 по результатам конкурса представленный проект был утвержден. По первоначальному проекту архитектура костела представляла собой вариации на тему элементов поздней английской готики XV-XVI веков, со свойственными ей стрельчатыми формами и вертикалями в виде остроконечных шпилей. За основу композиционного решения был взят вариант готического трехнефного храма с цокольным этажом и стрельчатой башней над центральным нефом, которую венчал высокий шпиль с католическим крестом. Стрельчатые окна и круглые розетки должны были быть украшены витражами, а по боковым створкам главного фасада установлены статуи святых. В 1905—1911 годах Н. И. Третесский возвел в Севастополе католический костел св. Климента Римского в стиле неоготики. Строительство проходило однако со значительными сокращениями в проекте из-за малой сметы. Храм действовал до 1936 года и был закрыт советскими властями. В годы Великой Отечественной войны здание было частично разрушено. Сохранились фундамент и стены, их использовали для дальнейшей реконструкции в кинотеатр «Дружба» (улице Шмидта, 1), путём пристройки стеклянного вестибюля.

### Первая мировая война и гражданская война
Старший производитель работ управления строителя Владивостокской крепости (на 22 марта 1915). Полковник (произведён 22 марта 1915; старшинство 22 марта 1915; за отличие по службе). Состоял в резерве чинов при управлении инспектора инженерной части Киевского военного округа (с 21 июля 1915). На 1 августа 1916 в том же чине и должности.
С 19 сентября 1919 — служил в войсках ВСЮР. С 8 октября 1919 — управляющий делами Технического совета при Военном управлении. Дальнейшая судьба неизвестна.

## Награды
Ордена Св. Анны 3-й степени (1904); Св. Станислава 2-й степени (ВП 6 декабря 1907).

## Семья
Отец — Иустин Иванович (30 мая 1821—1895) — генерал-лейтенант, начальник инженеров Киевского военного округа.
Жена. Сын (1914).
Братья:
- Владимир (1858 — 18 мая 1926) — офицер (1878), полковник лейб-гвардии Семёновского полка, эмигрировал в Югославию;
- Леонид (1 февраля 1861—1920 ?) — офицер (1881), полковник, командир 195 Оровайского пехотного полка, участник Первой мировой войны, расстрелян большевиками в Ялте;
- Евгений — подполковник.